# Leucothyreus campestris
Leucothyreus campestris är en skalbaggsart som beskrevs av Hermann Burmeister 1855. Leucothyreus campestris ingår i släktet Leucothyreus och familjen Rutelidae. Inga underarter finns listade i Catalogue of Life.